# Azijske igre
Azijske igre, višešportsko međunarodno natjecanje u kojem sudjeluju predstavnici azijskih država, formirano po uzoru na OI. Osnovane su kao Igre Dalekog istoka, koje su se održavale od 1913. do 1934. Ideja je potekla od japanskih športaša, a imala je i političkih razloga, jer su Japanci pod parolom "Azija-Azijcima, " nastojali proširiti svoj utjecaj, a istisnuti kolonizatore.
Poslije Drugog svjetskog rata, Igre su dobile današnje ime. Na konferenciji nacionalnih športskih saveza u New Delhiju 1949. prihvaćen je statut Federacije Azijskih igara. Tada je na prijedlog Indijca dr. Sondhija, prihvaćeno da se Igre održavaju svake četiri godine.
Prve su se Igre trebale održati 1950., ali su zbog organizacijskih problema održane 1951. i natjecalo se u 6 športova: atletici, biciklizmu, košarci, nogometu, plivanju i dizanju utega.

## Športovi na Igrama
| - atletika - badminton (od 1962.) - bejzbol (od 1994.) - body building (2002. i 2006.) - boks (od 1954.) - kuglanje (1978. i od 1986.) - streličarstvo (od 1978.) - košarka - biciklizam (1951. i od 1958.) - konjički šport (1982., 1986. i od 1994.) - kajak i kanu (od 1990.) - šah (od 2006.) - mačevanje (1974., 1978. i od 1986.) - biljar (od 1998.) | - nogomet - golf (od 1982.) - gimnastika (od 1974.) - rukomet (od 1982.) - hokej na travi (od 1958.) - džudo (od 1986.) - jabadi (od 1990.) - karate (od 1994.) - moderni petoboj (1994., od 2002.) - veslanje (od 1982.) - ragbi (od 1998.) - jedrenje (1970., od 1978.) - sepaktakraw (od 1990.) | - streljaštvo (od 1954.) - softbol (od 1990.) - soft tennis (od 1994.) - skvoš (od 1998.) - plivanje* - stolni tenis (1958. do 1966., od 1974.) - taekwondo (od 1986.) - tenis (1958. do 1966., od 1974.) - triatlon (od 2006.) - odbojka (od 1958.) - dizanje utega (1951. do 1958., od 1966.) - hrvanje (od 1954.) - wushu (od 1990.) |

- uključuje i vaterpolo (*)

## Vanjske poveznice
- Povijest Azijskih igara  Arhivirana inačica izvorne stranice od 14. kolovoza 2013. (Wayback Machine)